# Sergueï Besseda
Sergueï Orestovitch Besseda (en russe : Сергей Орестович Беседа), né le 1er janvier 1954, est un officier russe, chef du 5e service (Service d'information opérationnelle et des relations internationales) du service fédéral de sécurité de la fédération de Russie (FSB) depuis 2009, colonel général.

## Biographie
Depuis 2003, Besseda est chef adjoint du département et chef de la direction de la coordination de l'information opérationnelle du département d'analyse, de prévision et de planification stratégique du FSB.
À partir de 2004, il est premier chef adjoint du service et chef du département d'information opérationnelle du service d'analyse des prévisions et de planification stratégique du FSB.
En 2009, il prend la tête du service d'information opérationnelle et des relations internationales du FSB (5e service).
Les 20 et 21 février 2014, il se trouve à Kiev avec pour mission, en coordination avec le SBU, de déterminer le niveau de protection physique nécessaire pour l'Ambassade de la Fédération de Russie en Ukraine et les autres institutions russes à Kiev.
Le 26 juillet 2014 il est inscrit sur la liste des sanctions personnelles de l'UE .
Le 16 octobre 2014, il signe un accord sur la protection mutuelle des informations classifiées avec le directeur du bureau du Conseil pour la sécurité nationale et la protection des informations classifiées du gouvernement de Serbie, Goran Matić.
En mars 2022, selon certaines informations, il a été arrêté pour avoir fourni de fausses informations de renseignement à la veille de l'invasion de l'Ukraine par la Russie. Il aurait été placé à la prison de Lefortovo, une prison notoire du FSB à la périphérie de Moscou.